# Ninja Gaiden 3: Razor's Edge
Ninja Gaiden 3: Razor's Edge es un videojuego desarrollado por Team Ninja y publicado por Nintendo para la Wii U. Se trata de un port mejorado de Ninja Gaiden 3, que incluye todo el contenido descargable del título original, así como mejoras adicionales realizadas para mejorar el juego. El juego puede ser considerado como un equivalente a los juegos de Ninja Gaiden Sigma, ya que mejora el título original.
Ninja Gaiden 3 para Wii U la cual, a diferencia de sus contrapartes, contiene desmembramientos, además de tener mejor poder gráfico. Esta versión incluye también 6 nuevas armas y 3 ninpos diferentes. Al mismo tiempo podremos ganar karma durante la aventura, la cual podremos invertir en mejorar para nuestras armas, ninpos y al propio personaje, por lo que volverá a haber un sistema de progresión. La inteligencia artificial de los enemigos también se ha mejorado y se han incluido nuevos tipos de rivales y zonas donde combatir. En esta versión aparecerá Ayane, de la saga de juegos Dead or Alive, como personaje jugable con sus propias misiones, aunque también podrá utilizarse en las misiones de Ryu. Además de Ayane, se han confirmado dos personajes más como contenido descargable gratuito, el primero de ellos es Momiji, aliada de Ryu, y el segundo es Kasumi de Dead or Alive.

## Jugabilidad
Los jugadores ahora pueden usar con pantalla táctil única de la Wii U GamePad para seleccionar diferentes armas, realizar Ninpo, ver información adicional del juego y mucho más. La decapitación y el desmembramiento de los títulos anteriores volverán, y un modo opcional con pantalla táctil controla similar a la de Dragón Sword estará disponible. Las características adicionales incluyen nuevas armas exclusivas como el Lunar Staff y Katanas duales, IA mejorada, nuevos tipos de enemigos y las zonas de combate que hicieron su debut en Ninja Gaiden II conocidas como Pruebas de Valor. El "Contador Karma" de los juegos anteriores será devuelto. Un menú de actualización se llevará a cabo, y permitirá a los jugadores para pasar sus puntos de karma para mejorar sus armas, hechizos Ninpo y rasgos de carácter tales como la longitud de barra de salud y movimientos especiales.
El juego también contará con modo de juego cooperativo en línea. Un nuevo personaje jugable, la hembra Ayane ninja, fue revelado en una vista previa del juego en la Wii U de Nintendo of America conferencia de prensa en Nueva York. Ella tendrá su propio conjunto de medidas similares a su Ninja Gaiden Sigma 2 iteración, con escenas adicionales producidos por su papel añadido. A modo de capítulo nuevo reto permitir que el jugador controle Ayane en cualquier parte del juego.

## Trama
El juego está protagonizado por el maestro ninja de élite de los títulos anteriores, Ryu Hayabusa. Al igual que el original, los acontecimientos del filo de la navaja se lleva a cabo en una cantidad incierta de tiempo después de Ninja Gaiden Sigma 2. En esta ocasión también cuenta con una historia distinta para kunoichi aliado de Ryu, Ayane, protagonista de su propia serie de misiones únicas en el filo de la navaja que incluyen el regreso del Negro Clan Araña. También explora el lado más humano de Ryu Hayabusa como él sufre de una maldición conocida como la "Grip of Murder", que influye en los asesinatos de Ryu en el juego. Una secta misteriosa de los alquimistas lugar, tratando de destruir el mundo y crear un nuevo orden mundial con Ryu como catalizador.
La trama comienza con Ryu recibiendo la visita de Japón Fuerza de Autodefensa que solicitan asistencia de Ryu con un incidente terrorista en Londres. Se entera de que los terroristas, un culto que se hacen llamar los "Señores de la Alquimia", están llamando específicamente para el aspecto de Ryu allí. Él cumple y se dirige a Londres, acompañado por JSDF miembro Mizuki McLoud, para encontrarse cara a cara con el líder de la secta conocida como el "Regente de la Máscara". Después de una batalla en la mansión del primer ministro, que es maldecido con el "Grip of Murder" en su brazo derecho que constantemente se alimenta de la muerte de los demás, y lo matará si no cumple con ella. A medida que pierde la Espada del Dragón, en el proceso, Ryu apenas escapa de la mansión con su vida, y se entera de que los Señores de la Alquimia amenaza inmediata aniquilación del mundo si todas las naciones no se rinde dentro de los siete días.
Ryu y Mizuki luego viajar a al desierto de Rub 'al Khali después de interceptar una señal enemiga. Mizuki Ryu da un nuevo arco, y después de Ryu lucha su camino a través de una pequeña base se encuentra con Ayane quien le presta la espada de Hayate. Ryu se marcha, para luchar contra más enemigos, sólo para encontrar una torre en la distancia. Cuando él llega, se encuentra una vez más el Regente de la Máscara. El regente le revela que la Espada del Dragón fue utilizado como un medio para la aplicación de las garras de asesinato, y que si no se trata, podría deteriorarse el brazo y el cuerpo de adentro hacia fuera y finalmente matarlo. Ryu toma esto en cuenta y comienza a atacar al regente, pero descubre que no era más que un espejismo. Un helicóptero de ataque y luego comienza a atacar, y Ryu se lleva hacia abajo. Empobrecido de la energía, se derrumba en brazos de Ryu de Mizuki, que le lleva de nuevo a la Yunagi JSDF base.

## Desarrollo
El juego fue anunciado en el E3 2011 como un título de lanzamiento para la Wii U. Fuera de Japón, Ninja Gaiden 3: Razor's Edge será publicado por Nintendo, por lo que es el tercer título de la compañía en tener una clasificación M (Mature) por la ESRB después de los títulos anteriores Eternal Darkness: Sanity's Requiem y Geist.
Próximos contenido descargable incluirá tanto Kasumi (de la serie Dead or Alive) y Momiji como personajes jugables, disponibles de forma gratuita. Es el primer juego para recibir una clasificación R18 en Australia después de que el voto ha sido introducido en el país.
El 6 de febrero de 2013 mediante un comunicado de prensa, Tecmo Koei anunció que Ninja Gaiden 3: Razor’s Edge llegara a PlayStation 3 y Xbox 360 dejando de ser exclusivo para Wii U. El título ofrecerá todo el contenido incluido en la versión para la consola de Nintendo incluyendo todos sus contenidos descargables, y además se agregará material exclusivo a esta nueva versión dentro del que destaca una nueva modalidad, para así cambiar la experiencia de juego.